# Wijkia filifera
Wijkia filifera är en bladmossart som beskrevs av Benito C. Tan och Iwatsuki 1993. Wijkia filifera ingår i släktet Wijkia och familjen Sematophyllaceae. Inga underarter finns listade i Catalogue of Life.